# 出入国在留管理厅
出入国在留管理厅（日语：／ Shutsunyūkoku zairyū kanrichō */?，简称：入管厅）是日本的行政机关，属于法务省的外局。
出入国在留管理厅负责处理出入境相关事务，包括中长期在留者和特别永住者的在留管理，外国人劳动者的接收，难民认定等。
出入国在留管理厅的前身为法務省的内部部局入国管理局（日语：入国管理局，简称：入管局）。

## 概述
出入国在留管理厅下辖8所地方出入国在留管理局（日语：地方出入国在留管理局）、7所国际空港和海港支局（日语：同支局）、61所办事处（日语：出張所）、2所入国管理中心（日语：入国管理センター）。
在东京都的小笠原村，由国土交通省的特别机关小笠原综合事务所负责东京出入国在留管理局的部分业务。

## 沿革
- 1949年（昭和24年）8月10日：设立外务省入国管理部（日语：入国管理部）。
- 1950年（昭和25年）10月1日：设立外务省外局出入国管理厅（日语：出入国管理庁），同时入国管理部废止。
- 1951年（昭和26年）11月1日：设立外务省外局入国管理厅（日语：入国管理庁），同时出入国管理厅废止。
- 1952年（昭和27年）8月1日：入国管理厅移入法务省内部部局，更名为法务省入国管理局（日语：法務省入国管理局）。
- 1981年（昭和56年）4月1日：地方支分部局改制，各地的入国管理事務所（日语：入国管理事務所）改制为地方入国管理局（日语：地方入国管理局）。
- 1982年（昭和57年）4月6日：法务省入国管理局总务科设立难民认定室。
- 2019年（平成31年）4月1日：设立法务省外局出入国在留管理厅（日语：出入国在留管理庁），同时法务省入国管理局废止。地方出入国管理局是作为出入国在留管理厅在当地的分支机构。出入国在留管理局签字揭牌仪式，左为时任法务大臣的山下貴司，右为第一任出入国在留管理厅长官佐々木聖子（日语：佐々木聖子）

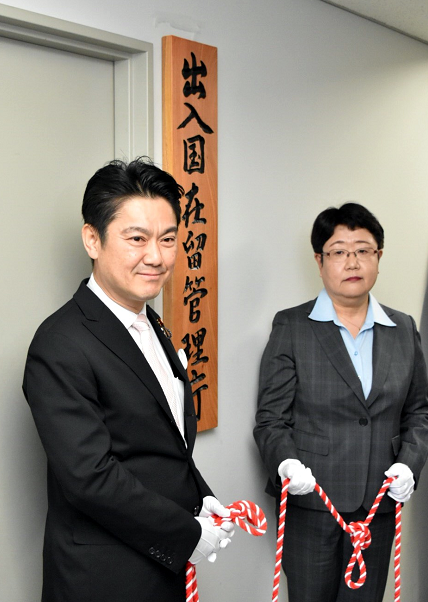
出入国在留管理局签字揭牌仪式，左为时任法务大臣的山下貴司，右为第一任出入国在留管理厅长官佐々木聖子

## 组织架构

### 干部
- 長官
- 次長
- 公文書監理官（充）
- 審議官（2名、総合調整担当・国際担当）

### 内部组织
- 總務課
  - 出入國在留監查指導室
  - 情報系統管理室
- 政策課
  - 外國人施策推進室
  - 政策調整官
- 出入國管理部
  - 出入國管理課
    - 難民認定室

  - 審判課
  - 警備課
- 在留管理支援部
  - 在留管理課
    - 在留管理業務室
    - 在留審查調整官

  - 在留支援課
  - 情報分析官
- 参事官（2）

### 设施
- 入国者收容所东日本入国管理中心（日语：東日本入国管理センター）
- 入国者收容所大村入国管理中心（日语：大村入国管理センター）

### 地方支分部局
- 札幌出入國在留管理局（日语：札幌出入国在留管理局）
- 仙台出入國在留管理局（日语：仙台出入国在留管理局）
- 東京出入国在留管理局
  - 成田機場支局
  - 羽田機場支局（日语：東京出入国在留管理局羽田空港支局）
  - 橫濱支局
- 名古屋出入國在留管理局（日语：名古屋出入国在留管理局）
  - 中部機場支局（日语：名古屋出入国在留管理局中部空港支局）
- 大阪出入國在留管理局
  - 關西機場支局
  - 神户支局
- 廣島出入國在留管理局（日语：広島出入国在留管理局）
- 高松出入國在留管理局（日语：高松出入国在留管理局）
- 福岡出入国在留管理局
  - 那霸支局